# Rachunek międzybankowy
Rachunek międzybankowy – przeniesienie środków pieniężnych pomiędzy:
- rachunkami banków komercyjnych
- rachunkami banków komercyjnych a bankiem centralnym NBP,

w celu wykonania zobowiązania powstałego z tytułu dokonania rozliczeń pieniężnych pomiędzy:
- bankami,
- klientem banku a innym bankiem,
- bankiem a posiadaczem rachunku w innym banku,
- klientem banku a posiadaczem rachunku w innym banku.

Rozrachunki międzybankowe mogą być przeprowadzane:
- za pośrednictwem Krajowej Izby Rozliczeniowej S.A. – jedynej w Polsce izby rozliczeniowej. Ponad 90% rozrachunków międzybankowych w Polsce dokonywanych jest za jej pośrednictwem,
- za pośrednictwem banków prowadzących rachunki dla innych banków krajowych,
- w drodze bezpośredniej wymiany zleceń między bankami oraz rejestracji wynikających z ich wzajemnych wierzytelności.